# Phespia
Phespia is een kevergeslacht uit de familie van de boktorren (Cerambycidae). De wetenschappelijke naam van het geslacht werd voor het eerst geldig gepubliceerd in 1873 door Bates.

## Soorten
Phespia omvat de volgende soorten:
- Phespia cercerina (Bates, 1870)
- Phespia corinna (Pascoe, 1866)
- Phespia gibbosa Magno, 1992
- Phespia simulans Bates, 1873